# Balkbrug (brugtype)

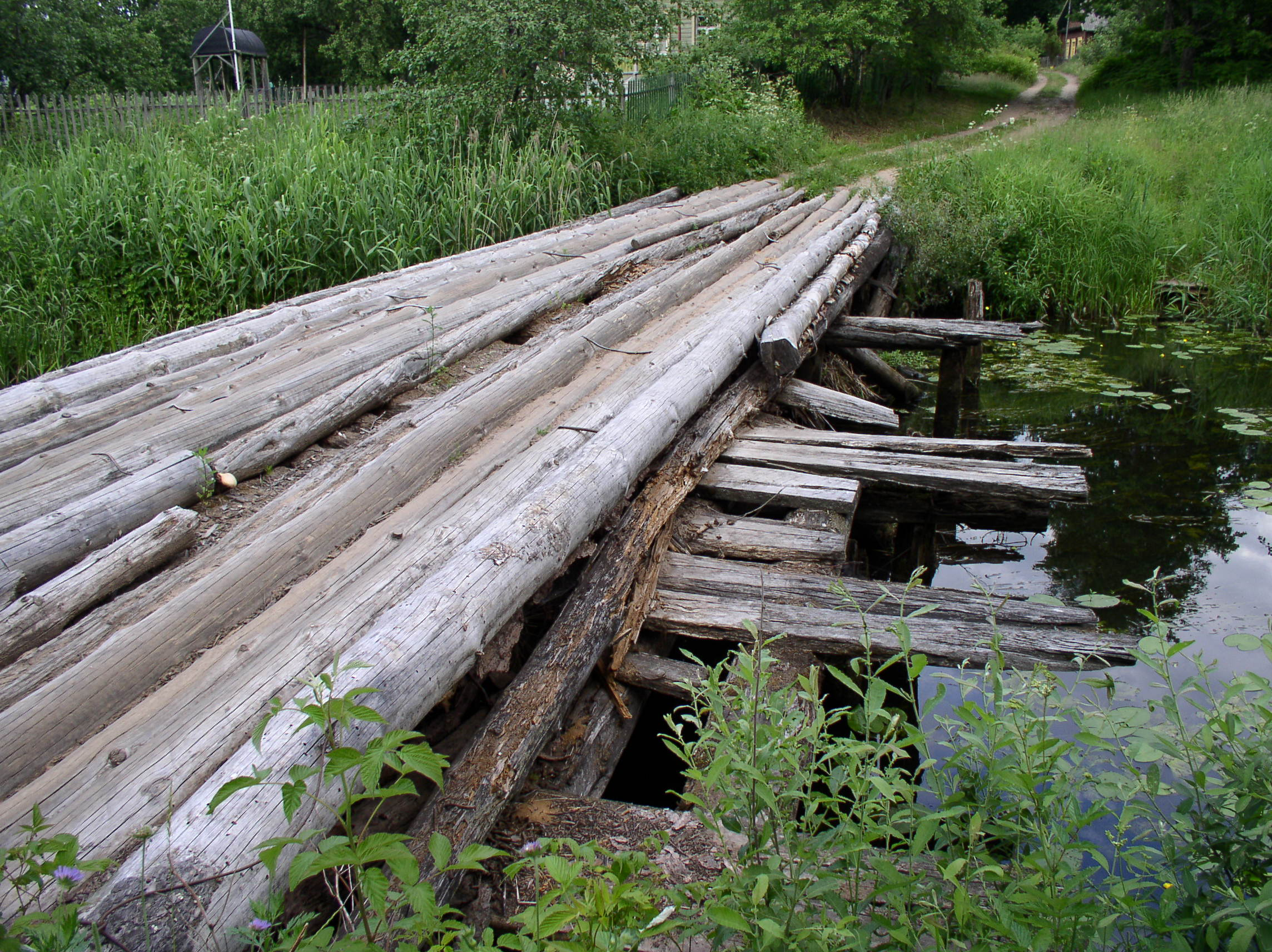
Primitieve balkbrug

Een balkbrug (ook kortweg: balk) is een eenvoudige vorm van een houten brug, meestal gemaakt om water te overbruggen.
De oudste vorm van een balkbrug is waarschijnlijk een enkele boomstam of balk over een kleine rivier of sloot. Hierop werden later variaties uitgevonden, zoals het gebruiken van twee balken (of boomstammen) met dwars daarover andere balken of planken, de bevloering. Deze vormen zijn in landelijke omgevingen nog steeds te zien tussen diverse weilanden onderling.
Om grotere waterlopen over te steken ontdekte men dat als men halverwege pijlers (rechtopstaande boomstammen) in het water kon zetten, een grotere afstand van oever tot oever kon overbruggen.
Later werden ook bruggen gebouwd waarover zelfs paard en wagen konden gaan. Tot op heden bestaan er nog veel balkbruggen.

## Voorbeelden van balkbruggen

### Amsterdam

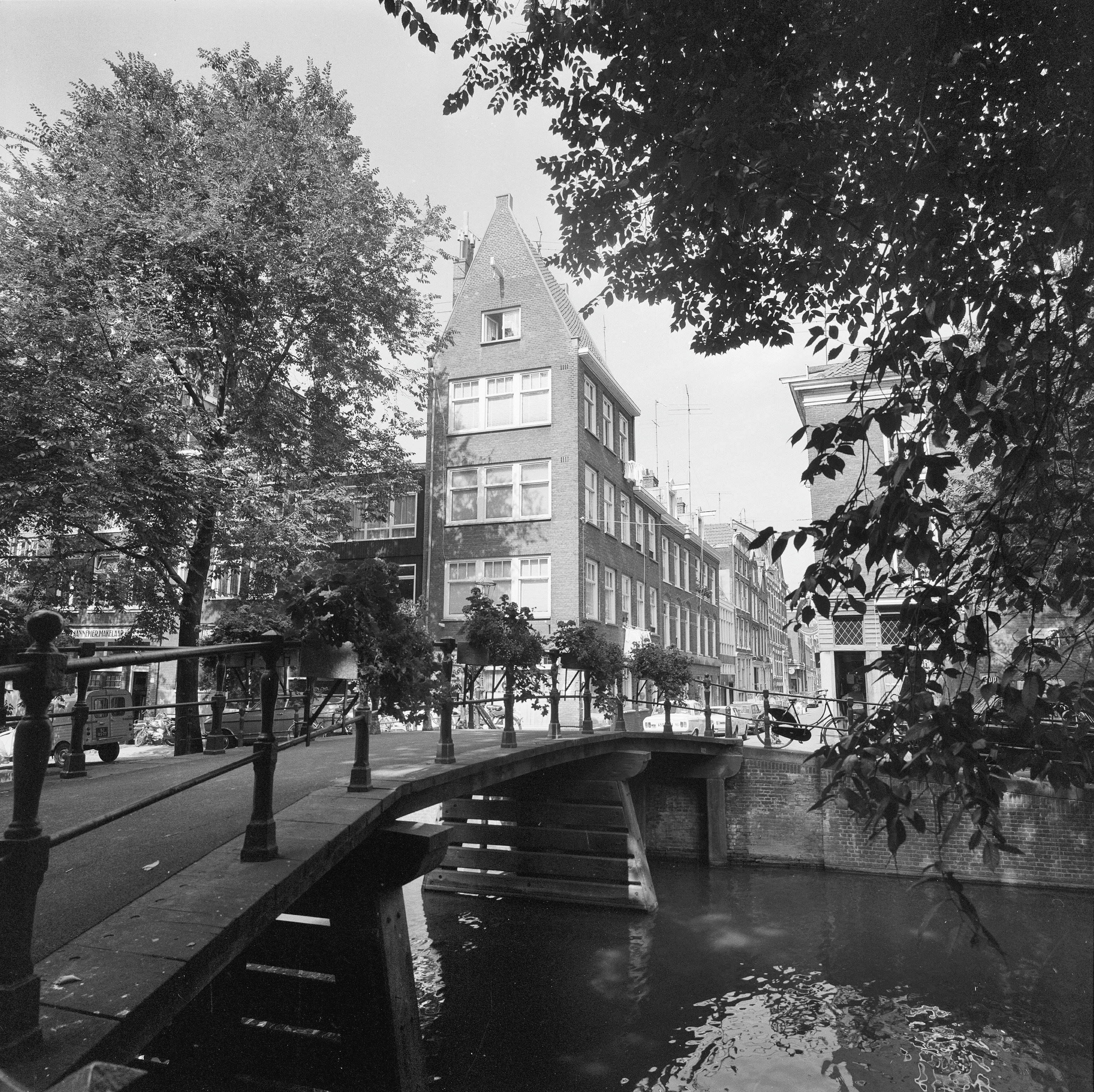
Brug 102: Eerste Looiersdwarsstraat, gebouwd in 1795 en gerestaureerd in 1960

- Brug 102: Eerste Looiersdwarsstraat, Looiersgracht
- Brug 223: Kloveniersburgwal/Rusland, gebouwd in 1904